# Odontopera pulveraria
Odontopera pulveraria är en fjärilsart som beskrevs av Joannis 1929. Odontopera pulveraria ingår i släktet Odontopera och familjen mätare. Inga underarter finns listade i Catalogue of Life.